# Glauco Vanz
Glauco Vanz (né le 10 août 1920 à Mantoue et mort le 28 septembre 1986 à Bologne) était un footballeur italien des années 1940 et 1950. Il évolua comme gardien de but.

## Clubs
- 1939-1952 : Bologne FC 1909
- 1952-1953 : AS Bari

## Palmarès
- Championnat d'Italie de football

- - Champion en 1941
  - Vice-champion en 1940